# Festival bunjevački’ pisama 2016.
Festival bunjevački’ pisama 2016. bio je šesnaesto izdanje tog festivala. 
Festival se održao 29. rujna 2016. u sportskoj dvorani Srednje tehničke škole „Ivan Sarić" u Subotici u 20 sati. Organizator je Hrvatska glazbena udruga "Festival bunjevački pisama". 
Stručno prosudbeno povjerenstvo bili su:  
Posebno stručno prosudbeno povjerenstvo bili su: 
Izvođače je pratio festivalski orkestar kojim je desetu godinu zaredom ravnala Mira Temunović:
Voditelji Festivala bili su Klara Dulić i Augustin Žigmanov.
Glasovanje: 
Televizijski i radijski prijenos: 
Na natječaj je stiglo 28 kompozicija, a stručno povjerenstvo odabralo je 15 najboljih koje su i izvedene. Najavljeni izvođači bili su, i među njima pet debitanata:
- Milan Horvat Prostrana su polja vojvođanska (Petar Kuntić - Petar Kuntić)
- Ansambl Biseri Uspomena (glazba: Josip Francišković)
- Marinko Rudić Vranić Zbogom tamburice (glazba: Vladislav Nađmićo - stihovi)
- Marko Križanović i Ansambl Ruže Ostaće mi dani bećarski (glazba Josip Francišković)
- Ines Bajić i Violeta Radić Nježne su ruke moje majke
- Ansambl Uspomena Budi moja noćas
- Viktor Tumbas Garavuša
- Veronika Vojnić Mijatov i Marko Peić Tukuljac Oj divojko, dušo moja
- Antun Letić Nune i ansambl Tajna Amanet
- Ljubomir Radanov S tamburašima
- Marija Kovač San ili java
- Ansambl Hajo U srcu mi Dužijanca
- Ansambl Ravnica Život se igra s nama - nisu nastupili, nastup otkazali zbog bolesti

Stručnji ocjenjivački sud dodijelio je nagrade:
- Prva nagrada za skladbu Prostrana su polja vojvođanska, Petar Kuntić glazba i stihovi, izveo ju je Milan Horvat.
- Drugo mjesto osvojio je Josip Francišković za pjesmu Uspomena, izveo ju je ansambl Biseri.
- Treće mjesto osvojio je Vladislav Nađmićo, autor glazbe za pjesmu Zbogom tamburice koju je izveo Marinko Rudić Vranić.

Najbolja pjesma po izboru publike: Ostaće mi dani bećarski, glazba Josip Francišković, izveo ju je Marko Križanović i ansambl Ruže
Nagrada za najbolji do sada neobjavljeni tekst po izboru posebnog stručnog žirija:  Željko Šeremešić za pjesmu Zbog tebe misečino koju je otpjevao Davor Francuz
Nagrada za najbolji aranžman:  Vojislav Temunović za pjesmu Prostrana su polja vojvođanska
Nagrada stručnog žirija za najbolju interpretaciju: Marko Križanović s pjesmom Ostaće mi dani bećarski koju je napisao Josip Francišković, a izveo ju je uz ansambl Ruže
Nagrada za najbolju debitanticu: Miljana Kostadinović s pjesmom Da ga vidim još jedared